# Malm
 For alternative betydninger, se Malm (flertydig). (Se også artikler, som begynder med Malm)
Malme (af oldnordisk: malmr) er bjergarter, der især indeholder metaller i stor mængde. Malmens lødighed, det vil sige det procentvise indhold af rent metal i malmen og indholdet af skadelige slaggestoffer (svovl, fosfor osv.) er afgørende for, om det kan betale sig at udvinde for eksempel jernmalm. Hertil kommer naturligvis verdensmarkedsprisen for det pågældende metal og de transportomkostninger, der er forbundet med at bringe malm og senere det udvundne metal frem til aftagerne.
Malm kan ligeledes være en kobberlegering som ikke er bronze. Klokkemalm er en kobberlegering til at lave kirkeklokker af.